# Guardian Angel (The Shadows)
Guardian Angel è un album del gruppo musicale britannico The Shadows, pubblicato nel novembre 1984.

## Descrizione
L'album, pubblicato dalla Polydor su LP, musicassetta e CD, è prodotto e arrangiato dallo stesso gruppo.
Dal disco viene tratto il singolo On a Night Like This.

## Tracce

### Lato A
1. How Do I Love Thee
2. Hammerhead
3. The Saturday Western
4. Look Back on Love
5. Johnny Staccato
6. I Will Return

### Lato B
1. (I'm Gonna Be Your) Guardian Angel
2. Can't Play Your Game
3. On a Night Like This
4. Turning Point
5. Our Albert